# Astragalus welshii
Astragalus welshii är en ärtväxtart som beskrevs av Rupert Charles Barneby. Astragalus welshii ingår i släktet vedlar, och familjen ärtväxter. Inga underarter finns listade i Catalogue of Life.